# Auguste Boué de Lapeyrère
Auguste Manuel Hubert Gaston Maria Boué de Lapeyrère (ur. 18 stycznia 1852 w Castéra-Lectourois, zm. 17 lutego 1924 w Pau) − francuski admirał i minister marynarki, dowódca floty na Morzu Śródziemnym w okresie poprzedzającym I wojnę światową i w pierwszych latach jej trwania.

## Życiorys
Auguste Boué de Lapeyrère (w literaturze anglojęzycznej używana jest również forma imienia Augustin) pochodził z rodziny o tradycjach wojskowych, jego wujem i wychowawcą po śmierci ojca był wiceadmirał Augustin Dupouy. W 1869 roku wstąpił do École Navale. Podczas wojny chińsko-francuskiej w latach 1883–1885 był członkiem sztabu admirała Amédée Courbeta. W 1896 roku awansował do stopnia komandora, w 1902 roku kontradmirała, służąc jako dowódca floty francuskiej na Oceania Atlantyckim.
W latach 1909–1911 był ministrem marynarki w dwóch rządach Aristida Brianda. Stał się znany jako zagorzały zwolennik reform w Marine nationale i promotor budowy pierwszych francuskich drednotów typu Courbet. W sierpniu 1911 roku objął, w stopniu wiceadmirała, funkcję dowódcy francuskiej Floty Śródziemnomorskiej, stacjonującej w Tulonie, najsilniejszego związku operacyjnego Marine Nationale. Na mocy porozumienia z Wielką Brytanią miał w razie konfliktu zbrojnego objąć dowodzenie całością sił morskich ententy na obszarze śródziemnomorskim.
Po wybuchu I wojny światowej działania wiceadmirała Boué de Lapeyrère, wbrew wcześniejszym planom, skoncentrowały się na zapewnieniu osłony konwojom, przewożącym francuskie oddziały z Afryki Północnej do metropolii. W ten sposób, nie koordynując swych działań z dowódcą brytyjskiej Floty Śródziemnomorskiej, umożliwił swobodną ucieczkę niemieckim krążownikom „Goeben” i „Breslau”, które przedostały się do Konstantynopola w pierwszych dniach sierpnia 1914 roku.
Krytykowany za swą opieszałość w początkowym okresie wojny, Auguste Boué de Lapeyrère również w dalszych działaniach nie przyczynił się do zmiany układu sił na Morzu Śródziemnym. Jego główny przeciwnik, marynarka austro-węgierska, nie dała się sprowokować do podjęcia walnej bitwy poza obszarem Adriatyku, nękając flotę sprzymierzonych wypadami okrętów podwodnych. 27 kwietnia 1915 roku SM U-5 zatopił francuski krążownik pancerny „Léon Gambetta” wraz z 684 z liczącej 821 osób załogi. Po włączeniu się Włoch do wojny po stronie ententy oraz zerwaniu przez Brytyjczyków układu o wspólnym dowodzeniu pozycja francuskiego admirała wyraźnie podupadła. Krytykowany za złą sytuację we flocie i brak zdecydowanych działań, w październiku 1915 roku podał się do dymisji. Oficjalnie został zwolniony ze stanowiska w 1916 roku i osiadł w Pau. Jego działania, w szczególności podczas pościgu za eskadrą niemiecką, były przedmiotem kilku postępowań wyjaśniających, jednak nigdy nie sformułowano przeciwko niemu oficjalnych zarzutów, a w 1921 roku został odznaczony Krzyżem Wielkim Legii Honorowej.
Auguste Boué de Lapeyrère zmarł w Pau 17 lutego 1924 roku, do końca broniąc słuszności swego postępowania podczas wojny. W 1931 roku jego prochy przeniesiono do kościoła Inwalidów w Paryżu.